# Fort XII Twierdzy Warszawa

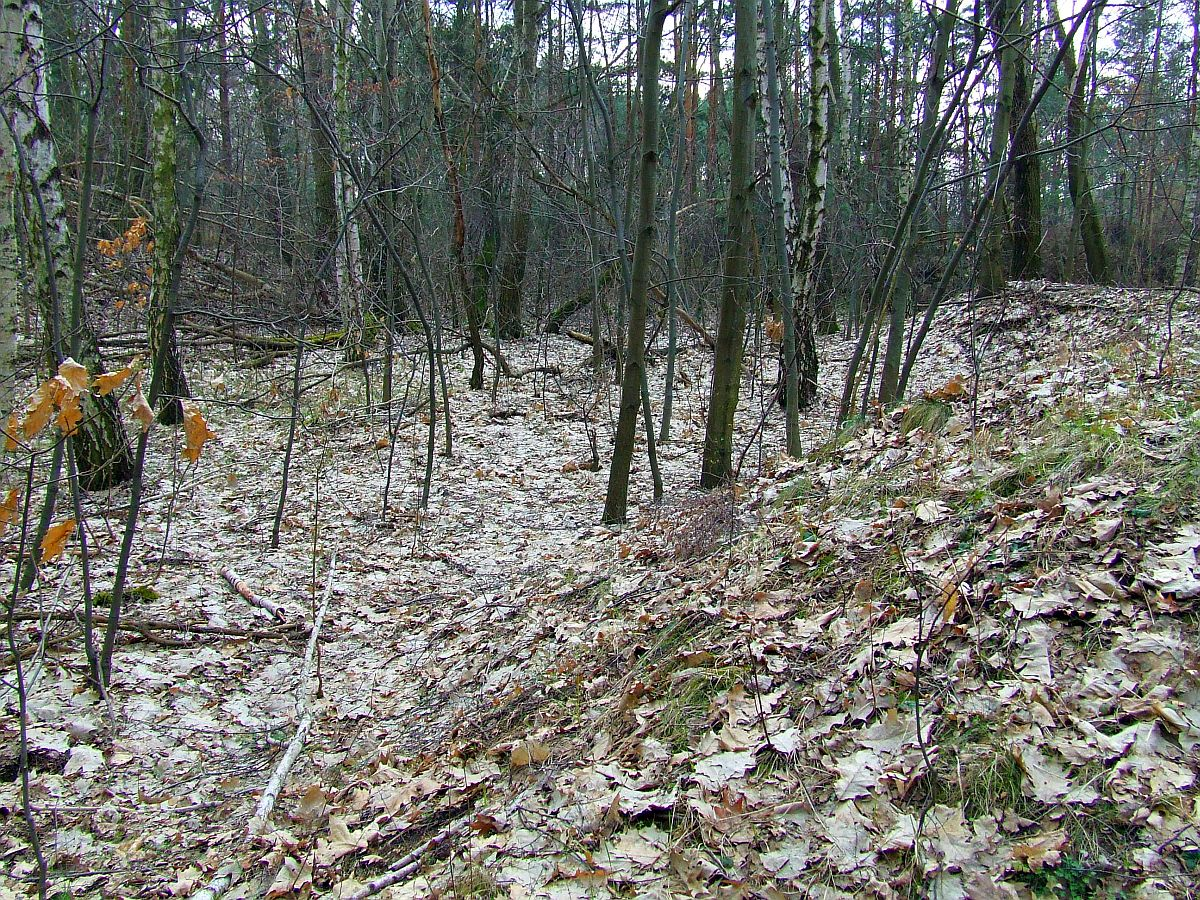
Relikty fortu Anoninów

Fort XII („Antoninów”) – jeden z fortów pierścienia zewnętrznego Twierdzy Warszawa, wybudowany w latach 80. XIX wieku. 
Fort został zniszczony – jak większość fortów prawobrzeżnej Warszawy – na mocy rozkazu z 1909 roku. Obecnie to teren częściowo zalesiony, a w części zajęty przez bocznice kolejowe. Jeszcze w 1945 istniała oryginalna droga dojazdowa do fortu (w przedłużeniu ul. Nieświeskiej), dziś już nieistniejąca.